# كأس رابطة الأندية الإنجليزية المحترفة 2019–20
كأس رابطة الأندية الإنجليزية المحترفة 2019–20 (بالإنجليزية: 2019–20 EFL Cup)‏ هو الموسم رقم 60 من كأس رابطة الأندية الإنجليزية المحترفة. والمعروفة أيضًا باسم كأس كاراباو (بالإنجليزية: Carabao Cup)‏ لأسباب تتعلق بالرعاية، وهي مفتوحة أمام 91 ناديًا للمشاركة من الدوري الإنجليزي الممتاز و‌دوري كرة القدم الإنجليزية.
مانشستر سيتي هو حامل اللقب، بعد أن احتفظ باللقب في عام 2019. وسُتقام المباراة النهائية على ملعب ويمبلي في لندن في 1 مارس 2020.
تمت إزالة نادي بوري لاحقاً من البطولة.

## طريقة الوصول
سيشارك أرسنال وتشيلسي وليفربول ومانشستر سيتي ومانشستر يونايتد وتوتنهام هوتسبير ووولفرهامبتون واندررز جميعهم في الجولة الثالثة بسبب مشاركتهم في المسابقات الأوروبية.
|                          | الأندية التي تدخل في هذه الجولة | الأندية التي تقدمت من الجولة السابقة | عدد المباريات |
| ------------------------ | --- | ------------------------------------ | ------------- |
| الجولة الأولى (70 نادي)  | - 24 نادي من الدوري الإنجليزي الدرجة الثانية - 23 ناديًا من الدوري الإنجليزي الدرجة الأولى (تمت إزالة بوري لاحقًا من المنافسة) - 22 نادي من دوري البطولة الإنجليزية | - غ/م                                | 35            |
| الجولة الثانية (50 نادي) | - ناديان من دوري البطولة الإنجليزية - 13 نادي من الدوري الإنجليزي الممتاز (غير مشارك في مسابقة أوروبية)                                                           | - 35 فائز من الجولة الأولى           | 25            |
| الجولة الثالثة (32 نادي) | - 7 أندية من الدوري الإنجليزي الممتاز (مشارك في مسابقة أوروبية)                                                                                                   | - 25 فائز من الجولة الثانية          | 16            |
| الجولة الرابعة (16 نادي) | - لا توجد أندية تدخل الدور الرابعة | - 16 فائز من الجولة الثالث           | 8             |
| الجولة الخامسة (8 أندية) | - لا توجد أندية تدخل الدور الخامس | - 8 فائزين من الجولة الرابعة         | 4             |
| نصف النهائي (4 أندية)    | - لا توجد أندية تدخل نصف النهائي | - 4 فائزين من الجولة الخامسة         | 2             |
| النهائي (ناديين)         | - لا توجد أندية تدخل النهائي | - فائزان من نصف النهائي              | 1             |